# Голые олимпийские игры
Голые Олимпийские игры — международное публичное мероприятие, представляющее собой комплекс спортивных состязаний, участие в которых принимают только обнажённые участники.
В Европе впервые проводились в 20-е, х в США — 1970-е годы XX века. Современные Голые Олимпийские игры проходят ежегодно в Австралии в январе, в День Австралии, на пляже Маслин к югу от Аделаиды, и на пляже Александрия (Нооса, северный Квинсленд), в США в городе Флагстафф, штат Аризона, и в DeAnza Springs, штат Калифорния, и Великобритании. В 1999 году планировалось проведение Голой Олимпиады в Принстоне, штат Нью-Джерси, но мероприятие было запрещено властями штата.
Голые Олимпийские игры делятся на летние и зимние. В программу летних игр входят пляжный волейбол, бег на короткую дистанцию, вольная борьба, прыжки в длину и спортивная ходьба, зимних — горные лыжи и фигурное катание. Победители награждаются медалями и призами.
Последние Игры в Австралии проводились на пляже Маслин 3-4 февраля 2007 года и собрали около тысячи спортсменов и зрителей. В августе 2007 года планировались игры во Флагстаффе.
В США игры проходят обычно в начале осени. В DeAnza Springs игры проходят уже 4-й год подряд. В 2009 году срок проведения Голой Олимпиады — 4-7 сентября. При этом в DeAnza Springs в этом мероприятии участвуют не только члены нудистских обществ, но и приглашённые звезды спорта.